# Залізниця Ріяд — Караят

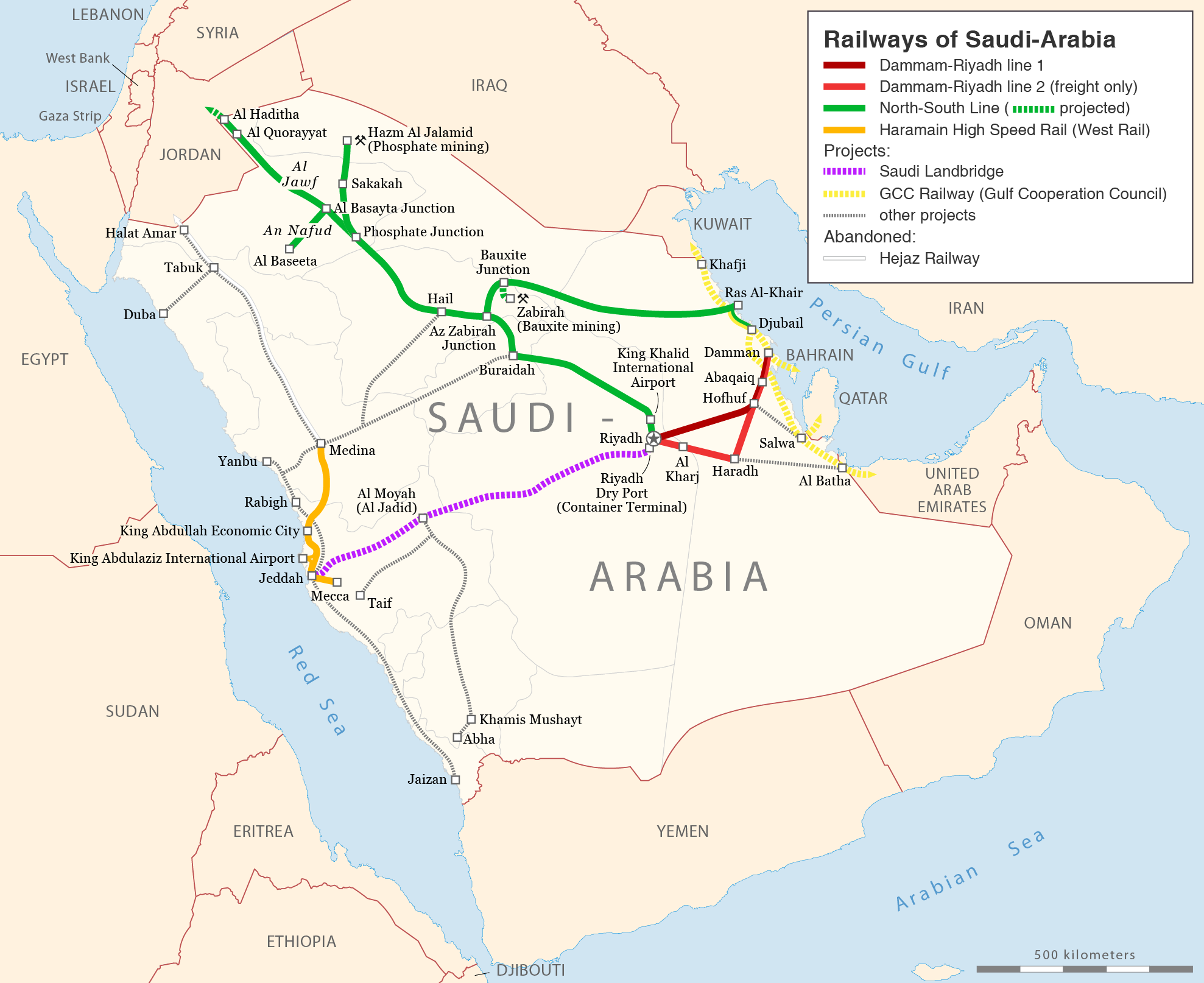
Схема залізниць Саудівської Аравії

Залізниця Ріяд-Караят — залізниця у Саудівській Аравії, що сполучає міста Ер-Ріяд і Ель-Караят. Лінія завдовжки 1222 км розпочинається в Ель-Караят і прямує через Сакака, Хайль та Ель-Касим, і закінчується у Ріяді. Залізниця є складовою проекту Північ-Південь між Бурайдою і Аль-Нафудом. Залізниця Північ-Південь розпочинається від фосфатної шахти "Хазм аль-Джаламід" на півночі і прямує через Ель-Джауф, Хайль і Батха до району Кассим. Потім вона прямує на південний схід і проходить через бокситову шахт Аль-Зубайрар, і завершується в порту Рас-Аль-Хайр у Східній провінції поблизу Джубаїль
Кошторисна вартість будівництва - 20 мільярдів SAR. У березні 2012 р. Саудівська залізнична організація (Saudi Railways Organization (SRO)) підписала контракт на суму 553 млн. SAR з CAF для розробки та виготовлення шести дизельних потягів, що можуть розганятися до 200 км/год CAF передала перший потяг Саудівській залізничній компанії (SAR) у вересні 2015 року.
Залізниця між Ер-Ріядом та Маймейхом була відкрита у жовтні 2016 року. Пасажирські перевезення між Ер-Ріядом і Кассімом розпочалося 26 лютого 2017 року Послуга має бути розширена до Ель-Кравята в 2018 році
На лінії знаходяться 6 станцій - Ер-Ріяд, Маймейх, Кассім, Хайль, Ель-Джауф і Ель-Караят.